# Sword Coast Legends
Sword Coast Legends è un videogioco action RPG pubblicato nel 2015. Il gioco è ambientato nell'universo di Forgotten Realms, una campagna ambientata in Dungeons & Dragons.

## Pubblicazione
Il gioco è stato sviluppato da n-Space, in collaborazione con Digital Extremes, ed è stato pubblicato in tutto il mondo il 20 ottobre 2015 per Microsoft Windows, OS X e Linux, mentre le versioni per PlayStation 4 e Xbox One sono uscite entrambe nel 2016. Rappresenta l'ultimo progetto di n-Space prima della chiusura dell'azienda nel 2016. L'11 dicembre 2017, è stato annunciato tramite i social media che Sword Coast Legends non sarebbe stato più disponibile per la vendita al dettaglio dopo il 31 dicembre 2017, ma che i server sarebbero rimasti operativi "per il prossimo futuro".